# Colletes malmus
Colletes malmus är en biart som först beskrevs av Cameron 1905.  Colletes malmus ingår i släktet sidenbin, och familjen korttungebin. Inga underarter finns listade i Catalogue of Life.